# Tekken X Street Fighter
Tekken X Street Fighter was een gepland computerspel van Namco Bandai, en moest de tweede cross-over worden tussen de Tekken-serie en de Street Fighter-serie. 

## Ontwikkeling
Het spel was vanaf 2009 in ontwikkeling bij Bandai Namco Entertainment. Het was bedoeld om zowel de Tekken-omgeving als Street Fighter-omgeving in een enkel spel te integreren. Het spel werd bekendgemaakt op San Diego Comic-Con International 2010 door Bandai Namco-producent Katsuhiro Harada, en er is sindsdien geen informatie meer over het spel gekomen.
De gameplay van Tekken X Street Fighter zou dezelfde game engine gebruiken, zoals in de Tekken-serie, in tegenstelling tot Street Fighter X Tekken, die de 2D-stijl gebruikt zoals die gebruikt wordt in Street Fighter IV.
Het spel stond gepland om uitgebracht te worden voor de PlayStation 3 en Xbox 360. Vanwege de beëindiging van beide spelconsoles werd de ontwikkeling voortgezet voor PlayStation 4 en Xbox One.
Bandai Namco stopte de ontwikkeling in 2016. Harada gaf in 2021 opnieuw aan dat verdere ontwikkeling van het spel onduidelijk bleef. Volgens Harada zou niemand meer de status van het project weten.
Tijdens een conferentie in 2023 werd op het podium een referentie aan het spel gedaan, maar dit werd op komische wijze door Harada van de hand gewezen.